# Skärfläcka
Skärfläcka (Recurvirostra avosetta) är en fågel i familjen skärfläckor inom ordningen vadarfåglar. Den är mycket karakteristisk med sin svartvita dräkt, långa blågrå ben och likaså blågrå, tydligt uppåtsvängd näbb. Olikt de flesta andra vadare kan den simma.
Den häckar huvudsakligen längs med kusterna i Europa, men även inåt landet, österut nästan hela vägen till Japanska havet i sydöstligaste Ryssland samt i stora delar av södra och östra Afrika. Merparten av fåglarna i Afrika, delar av Västeuropa och Mellanöstern är stannfåglar. IUCN kategoriserar den som livskraftig. 

## Utseende och läte
Skärfläckan är omisskännlig med sin svartvitbrokiga dräkt och långa och tydligt uppåtböjda näbb. På långt håll och vid snabb anblick kan den dock tas för en mås. Fjäderdräkten på de adulta fåglarna är mestadels vit, med svart i nacken, på huvudets övre halva, på ryggen och i ett band på vingen. I flykten är den typiskt storbrokig i svart och vitt, men kan på håll förväxlas med gravänder eller hane storskrake. Benen är långa och något blåaktiga. Den är 43–46 cm lång och har ett vingspann på 67–77 cm. Könen är lika.

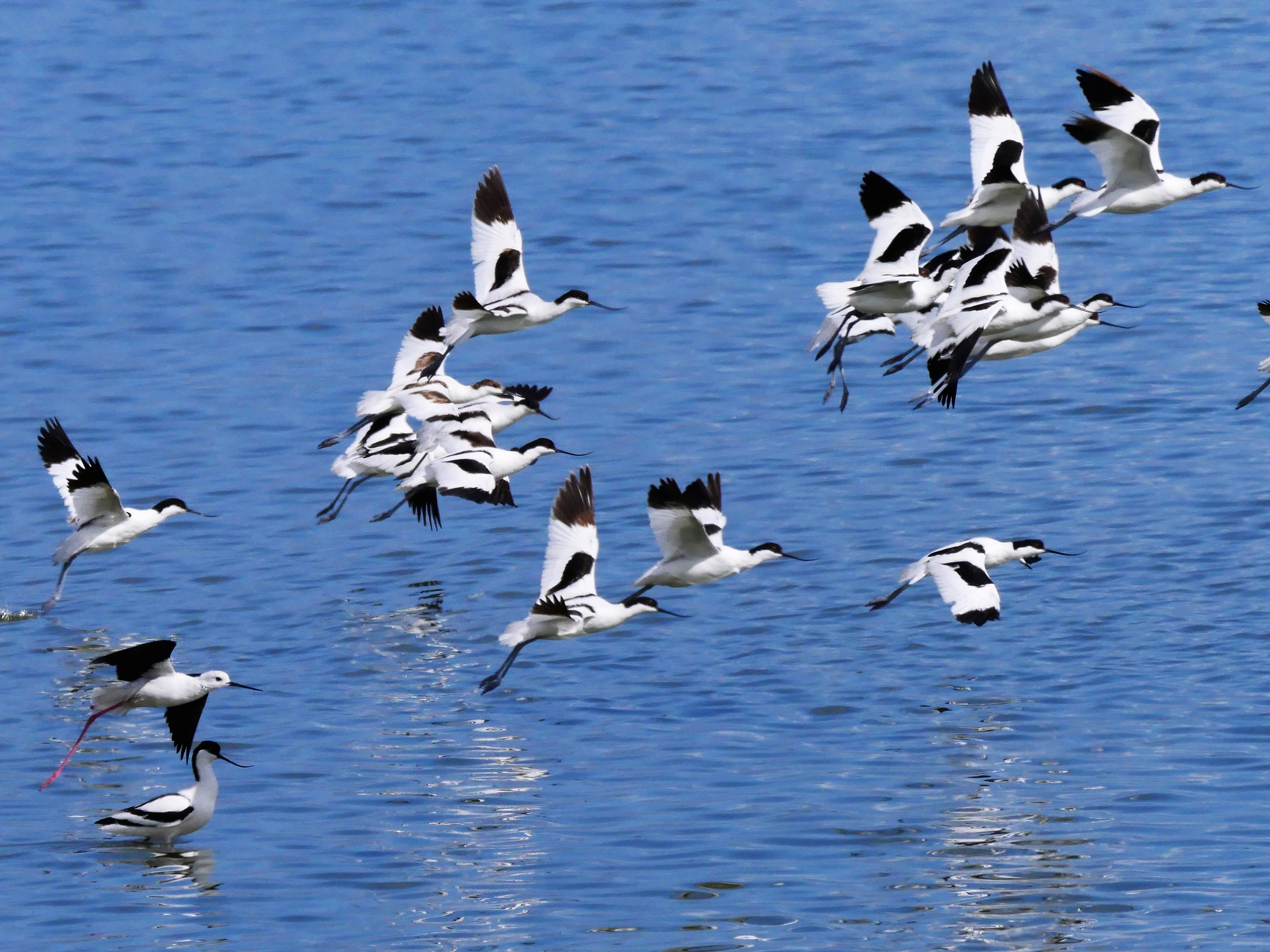
Skärfläckan är typiskt storbrokig i flykten, men kan på långt håll förväxlas med hane av storskrake eller gravand.

De unga fåglarna har en mindre kontrastrik fjäderdräkt, med mattbrunt istället för svart och det vita finvattrat eller brunsjaskigt. Lätet utgörs av ett oroligt upprepande plytt-plytt-plytt.

## Utbredning
Skärfläckan häckar lokalt i Europa och Mellanöstern, i stora delar av södra och östra Afrika och i ett stort område i mellersta Asien, från Svarta havet och vidare österut, nästan hela vägen till Japanska havet i sydöstligaste Ryssland. I Europa häckar den längs kusterna i södra Sverige och Estland, från sydvästra Norge och Danmark via Tyskland, Nederländerna och Belgien, England, Frankrike, Portugal och Spanien, samt vidare in i Medelhavet i Italien, utmed Balkanhalvön och längs Svartahavskusten. Den häckar även i inlandet i bland annat Ungern, Österrike, Rumänien och södra Ryssland.
De nordliga populationerna är flyttfåglar som främst övervintrar i Afrika, på Indiska halvön, i Myanmar och i Kinas sydostliga kustområden. Merparten populationer i Afrika, delar av Västeuropa och Mellanöstern är stannfåglar. Flyttfåglarna drar söderut från augusti till oktober och återvänder till sina häckningsområden mellan mars och maj. Under flytten ansamlas de, ibland i mycket stora antal, på vissa specifika rastlokaler.

### Förekomst i Sverige
Skärfläckan häckar i södra Sverige i Halland, Skåne och Blekinge samt på Öland och Gotland. Den ses endast sällsynt norr om häckningsområdet. Fågeln flyttar från juli till början av september till övervintringsområdena i västra Frankrike, södra Portugal och sydvästra Spanien, och återkommer i slutet av mars till början av april.

## Ekologi
Skärfläckan häckar i kolonier i våtmarker, på strandängar och gärna på små öar och holmar, vid öppna kustpartier. Vintertid hittas den även vid ebb- och dystränder. Med den uppåtböjda näbben sveper de fram och tillbaka längs vattenytan och plockar på detta sätt ut kräftdjur, fiskrom och alger som de äter. Ibland kan de också ta maskar. Till skillnad från de flesta andra vadarfåglar simmar skärfläckan ofta och bra.

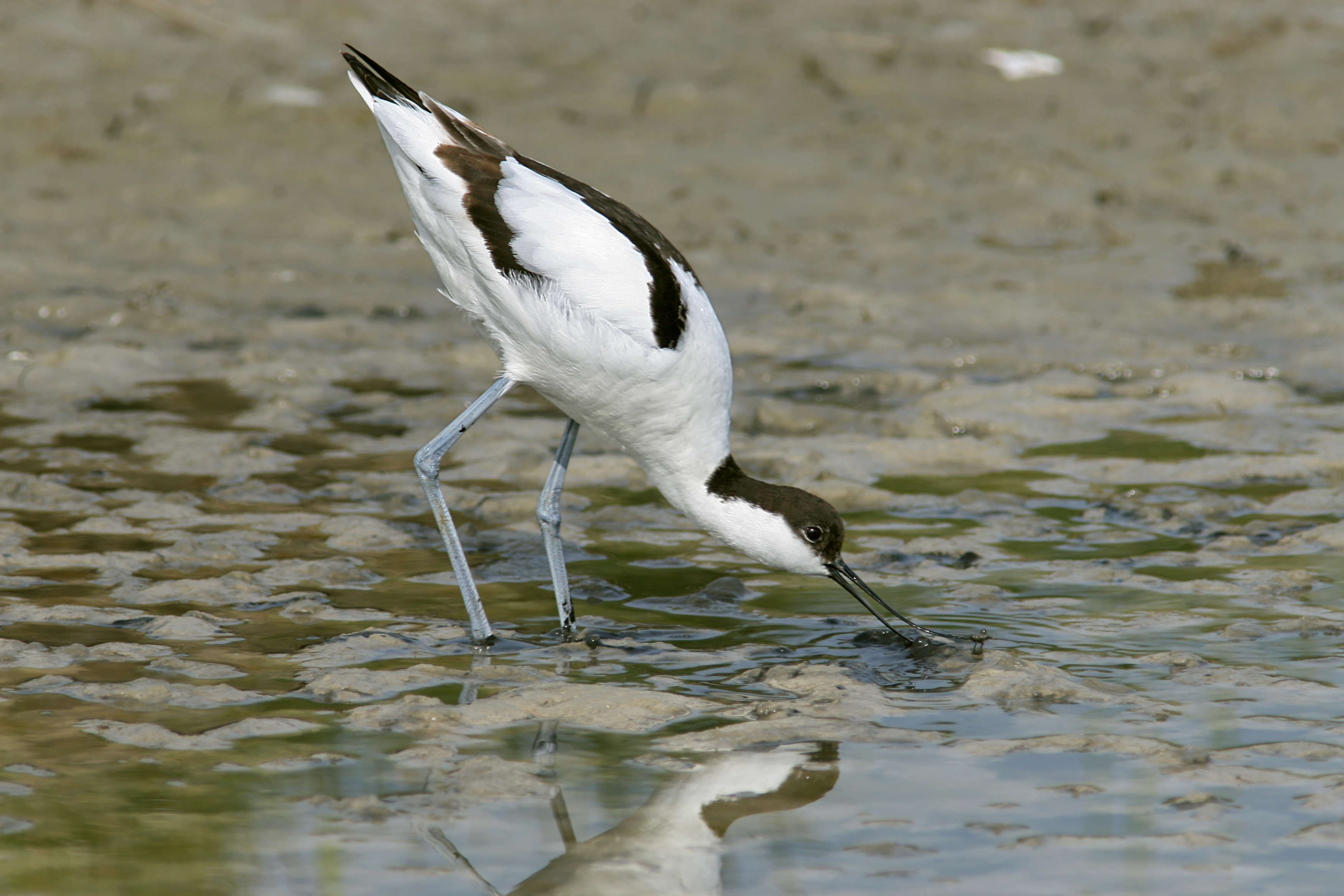
Skärfläckan födosöker på ett karaktäristiskt vis.

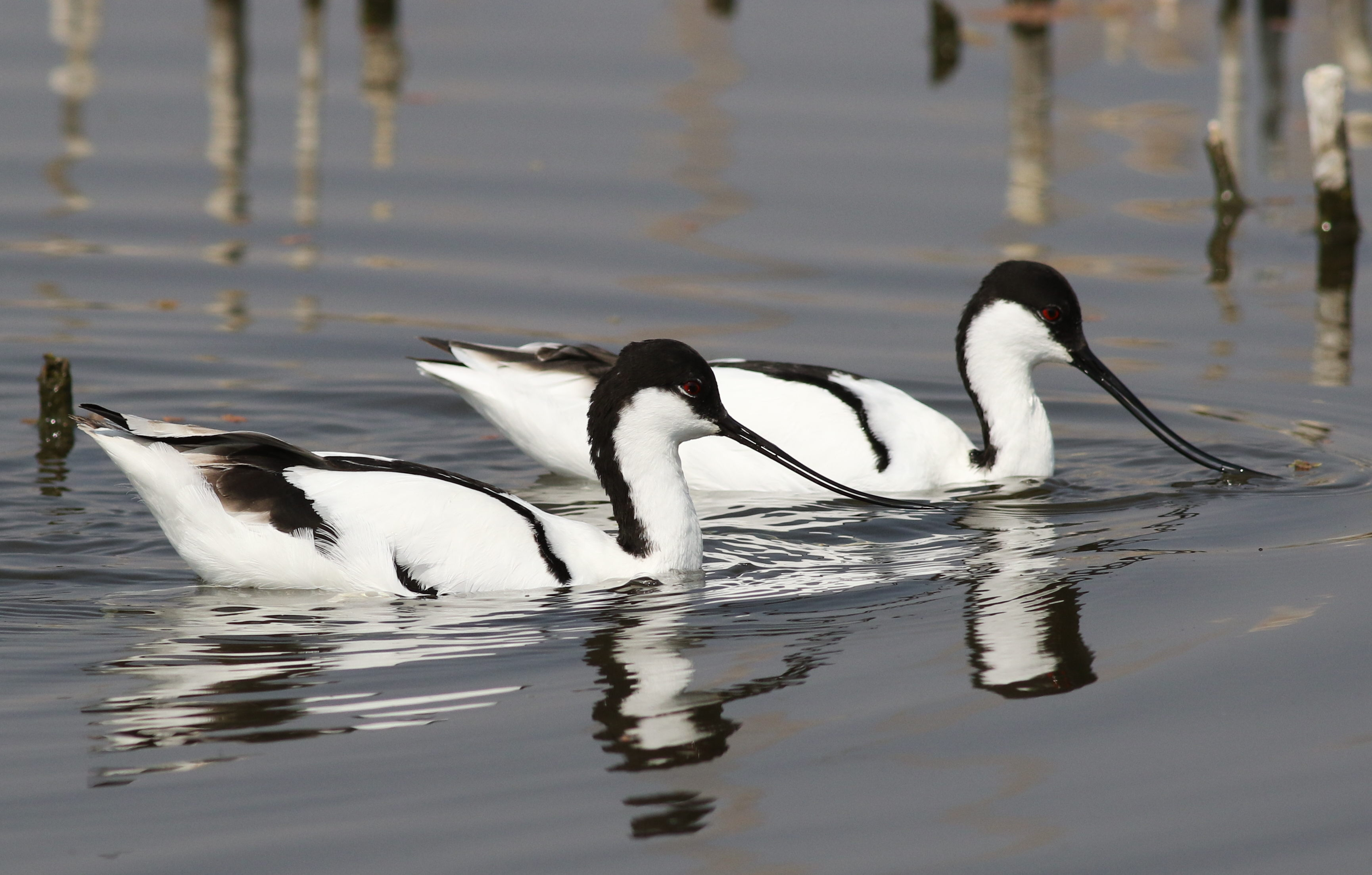
Ovanligt för vadare är simhud mellan tårna, det har skärfläckan och kan obehindrat simma, som här i Sydafrika.

### Häckning
Boet kan vara en hålighet i marken, som är sparsamt inklädd med växtdelar, exempelvis grässtrån. Det kan också placeras på en tuva. Äggläggningen sker i slutet av april. Den lägger tre till fem ägg som kläcks i mitten av maj. Ungarna går omedelbart därefter ut till vadplatserna tillsammans med sina föräldrar. Arten är en kolonihäckare och håller då till på koncentrerade platser. Under juli, augusti och september ses skärfläckorna samlade i stora, gemensamma revir, där de ruggar. Hos de populationer som inte är stannfåglar flyttar ungfåglarna mot övervintringsplatserna innan de adulta fåglarna ruggat färdigt. De adulta fåglarna flyttar sedan iväg under september och början av oktober.

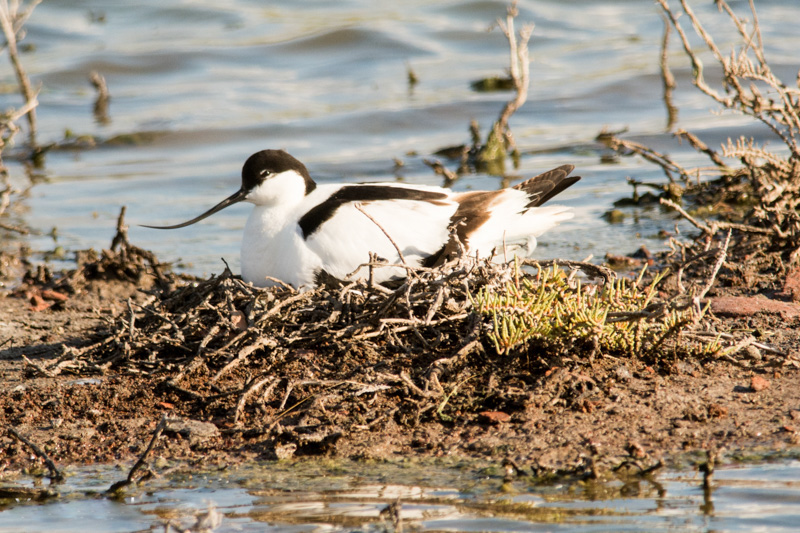
Skärfläcka på bo.

Skärfläckorna går samfällt till attack mot måsar och kråkor om dessa kommer för nära deras bon. För det mesta lyckas skärfläckorna jaga bort dem, men ibland kan en mås eller kråka få tag i en unge eller ett ägg. En annan taktik som skärfläckan använder för att skydda sitt bo är att uppträda som om den har brutit vingen och på detta sätt dra rovdjurets uppmärksamhet bort från boet. 

## Skärfläckan och människan

### Status och hot
Arten har ett stort utbredningsområde och en stor population med osäker utveckling. Utifrån dessa kriterier kategoriserar internationella naturvårdsunionen IUCN arten som livskraftig (LC). Världspopulationen uppskattas till 280 000–470 000 individer, varav det i Europa tros häcka 58 400–74 300 par.

#### Status i Sverige
Till mitten av 1800-talet var beståndet stabilt, bland annat på Gotland, men antalet häckande fåglar minskade sedan betydligt i Västeuropa. I slutet av århundradet häckade arten bara tillfälligt i landet. 1913 fridlystes skärfläckan som andra fågelart i Sverige. 1927 kom skärfläckan tillbaka som häckfågel i Sverige och då först i Skåne. Arten spred sig till Gotland 1947. Skärfläckans utvecklingstrend i Sverige är idag positiv och har ökat med 30–70 % de senaste 30 åren. På Artdatabankens rödlista från år 2000 kategoriserades den som nära hotad (NT) men från 2005 har den kategoriserats som livskraftig (LC). Det svenska beståndet uppskattas idag till mellan 2 400 och 4 400 häckande individer. Vid slutet av 1990-talet fördelades antalet häckande par på drygt 500 på Gotland, 300 på Öland, 300–400 i Skåne, 100 i Halland och ett 30-tal par i Blekinge.

### Namn
Namnet nämns av Linné 9 juni 1741 under sin Ölandsresa när han besöker Ölands södra udde. Skär- är ett dialektalt ord från Öland vilket kan betyda "ren, vit" eller skär i betydelsen holme/liten ö, som den häckar vid. Efterleden -fläcka kommer ifrån fläck. Namnet betyder alltså "den fläckiga fågeln som lever på små öar". På Gotland har den kallats allfit, där fit är fornordiska för strandäng.
Det vetenskapliga artnamnet avosetta kommer från det venetianska namnet på fågeln.  Recurvirostra betyder uppåtböjd näbb.

## Galleri

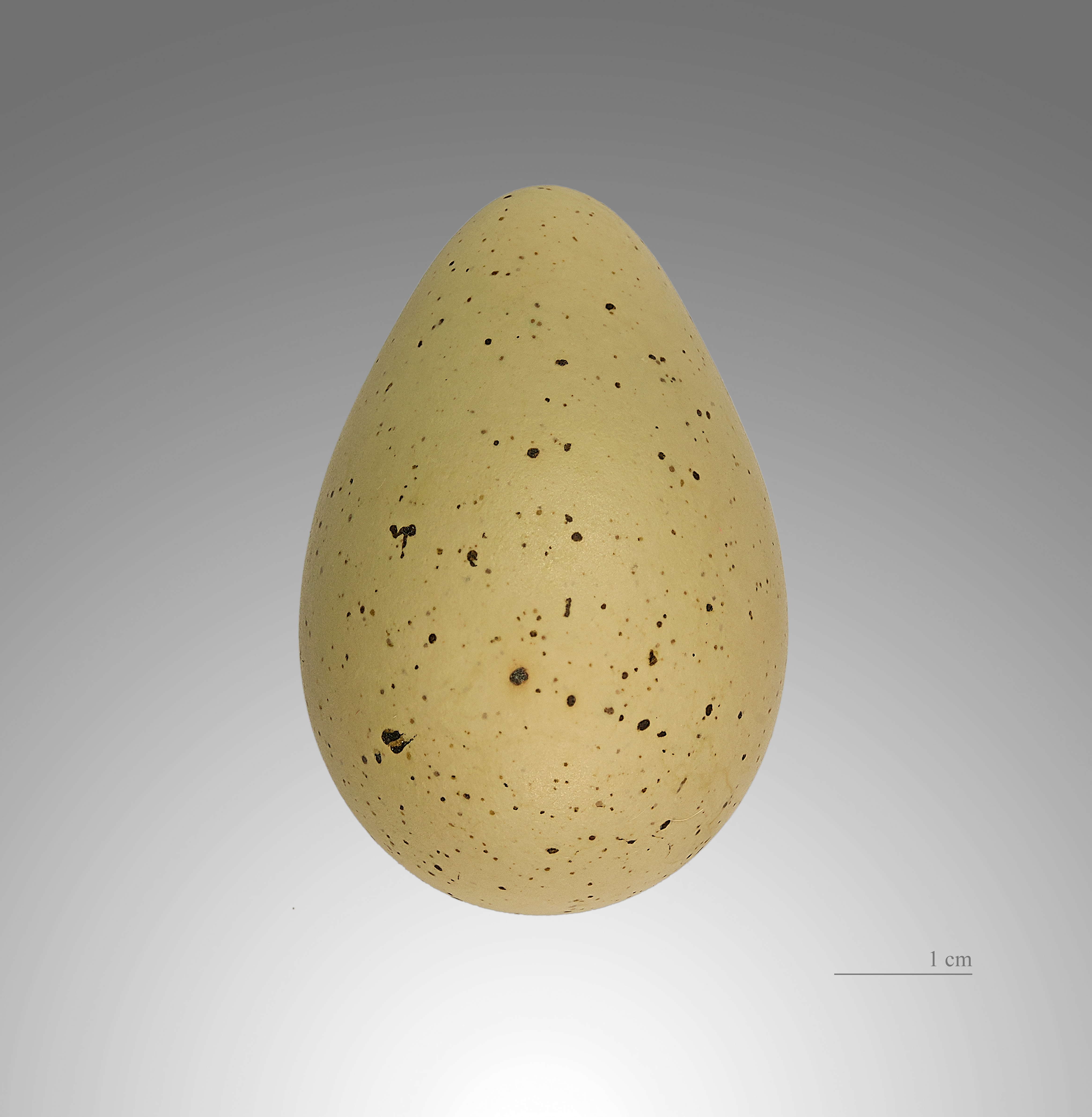
Ägg av skärfläcka.
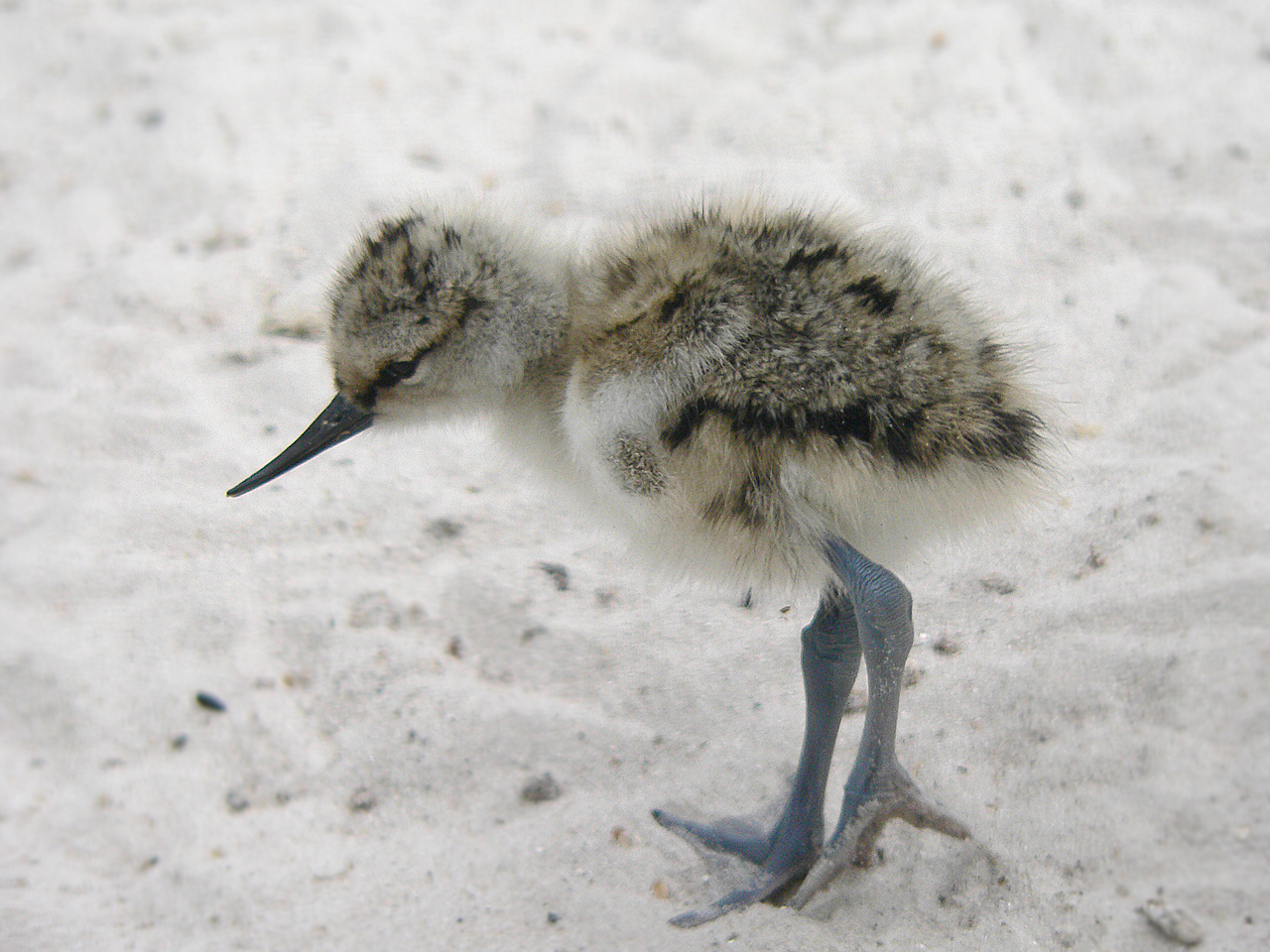
Redan på helt nykläckta ungar syns den uppåtböjda näbben.
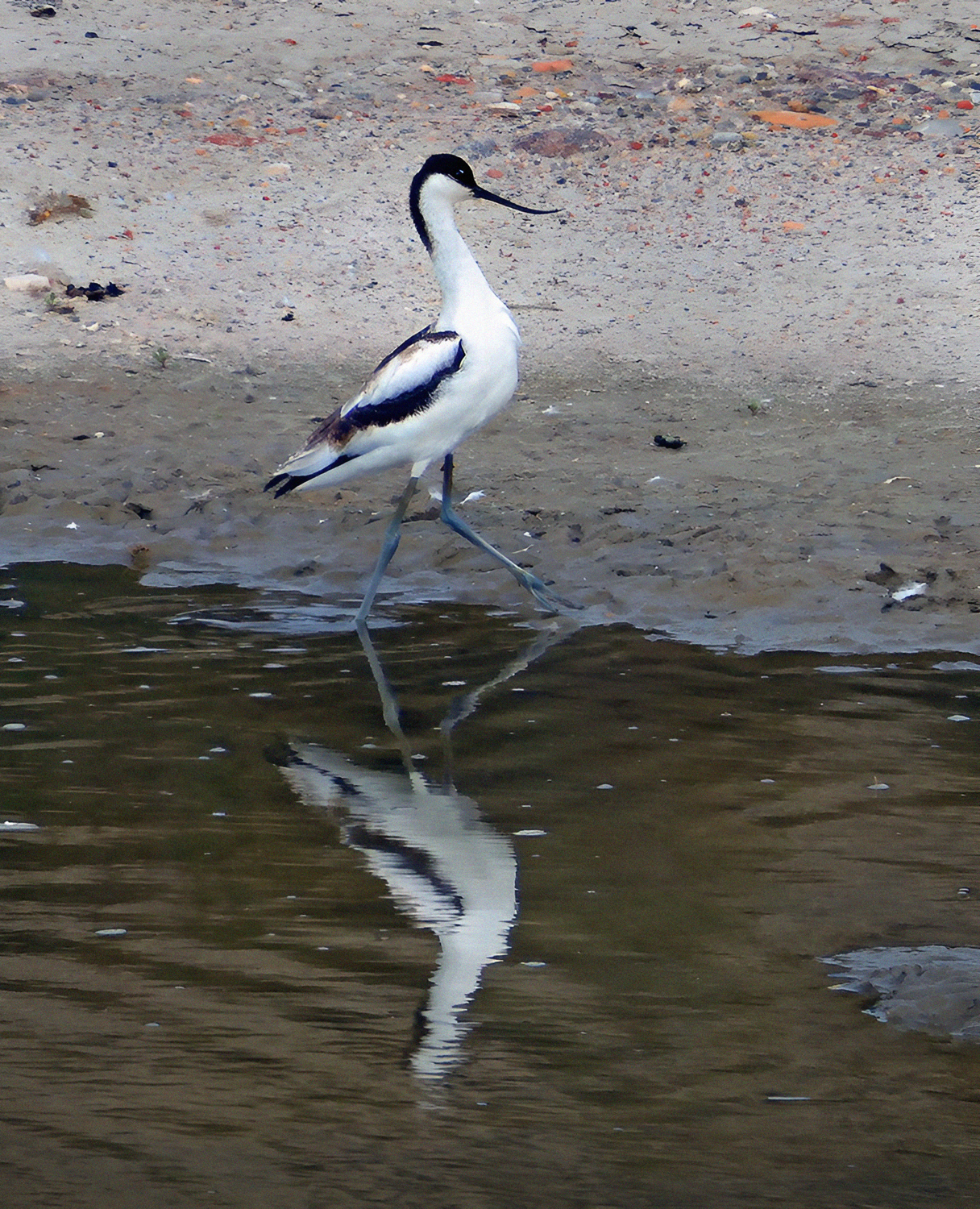
Skärfläckan är en högrest vadare, ca 50cm hög.
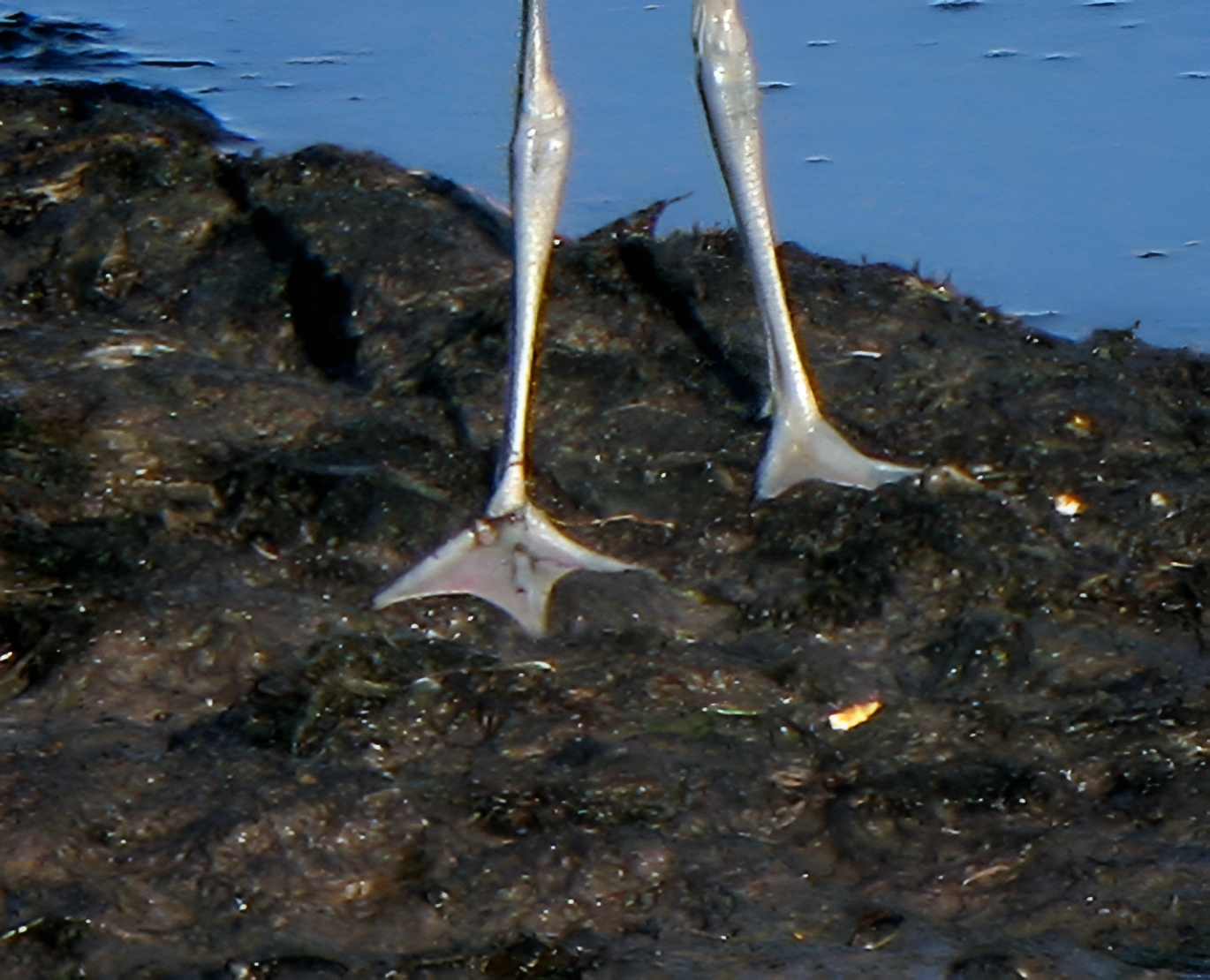
Skärfläckans blå ben och fötter med simhud mellan tårna.
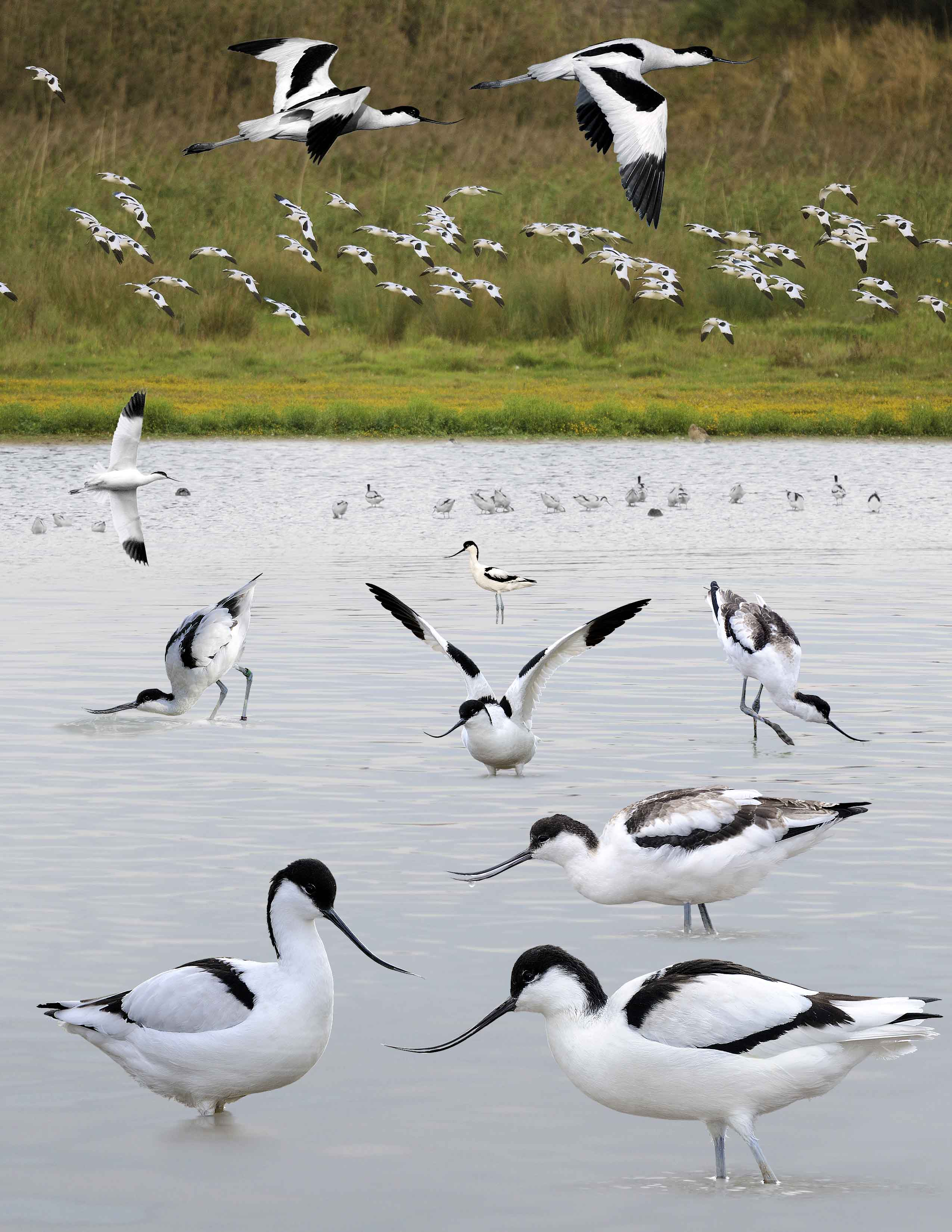

- En födosökande Skärfläcka.